# Mistrovství světa juniorů ve sportovním lezení 2014
Mistrovství světa juniorů ve sportovním lezení 2014 (anglicky: IFSC World Youth Championship) se uskutečnilo jako dvacátýdruhý ročník 19.—23. září ve městě Nouméa v lezení na obtížnost a rychlost. Do průběžného světového žebříčku juniorů se bodovalo třicet prvních závodníků v každé kategorii lezců od 14 do 19 let.

## Průběh MSJ
Domácí závodníci měli řadu finalistů, ale získali pouze jednu bronzovou medaili.

### Češi na MSJ
Po tříleté přestávce získal český závodník, Jan Kříž medaili - zlatou v lezení na rychlost v kategorii juniorů, v pořadí celkem šestou a první v této disciplíně.

### Výsledky juniorů a juniorek
| obtížnost          | obtížnost             | rychlost              | rychlost               |
| ------------------ | --------------------- | --------------------- | ---------------------- |
| junioři            | juniorky              | junioři               | juniorky               |
| 1. Bernhard Röck   | 1. Aja Onoe           | 1. Jan Kříž           | 1. Svetlana Motovilova |
| 2. Loic Timmermans | 2. Jessica Pilz       | 2. Sergei Luzhetskii  | 2. Andrea Rojas        |
| 3. Martin Bergant  | 3. Julia Chanourdie   | 3. Alessandro Santoni | 3. Alexandra Elmer     |
|                    |                       |                       |                        |
| 4. Naoki Shimatani | 4. Anne-Sophie Koller | 4. Ruslan Faizullin   | 4. Varvara Shatalova   |
| 5. Maël Bonzom     | 5. Yuki Hiroshige     | 5. Arsenii Bogomolov  | 5. Anna Emets          |
| 6. Sean Bailey     | 6. Kyra Condie        | 6. Josue Manosalvas   | 6. Kyra Condie         |
| 7. Hiroto Shimizu  | 7. Katja Kadič        | 7. Amir Maimuratov    | 7. Jelena Markuševa    |
| 8. BenIsaac Tresco | 8. Solah Kim          | 8. Quentin Nambot     | 8. Nina Lach           |
| —                  | 9. Salomé Romain      | —                     | —                      |
|                    |                       |                       |                        |
| —                  | 23. Tereza Svobodová  | —                     | —                      |
|                    |                       |                       |                        |
| 8 finalistů        | 9 finalistek          | 4/8 finalistů         | 4/8 finalistek         |
| 27 semifinalistů   | 25 semifinalistek     | 16 semifinalistů      | bez semifinále         |
| 33 juniorů         | 25 juniorek           | 18 juniorů            | 13 juniorek            |

### Výsledky chlapců a dívek v kategorii A
| obtížnost            | obtížnost           | rychlost              | rychlost                |
| -------------------- | ------------------- | --------------------- | ----------------------- |
| chlapci              | dívky               | chlapci               | dívky                   |
| 1. Hannes Puman      | 1. Hannah Schubert  | 1. Alexandr Šikov     | 1. Darja Kanová         |
| 2. Jan-Luca Posch    | 2. Alina Ring       | 2. Lev Rudatskiy      | 2. Anastasiia Klochkova |
| 3. Georg Parma       | 3. Kajsa Rosén      | 3. Vladislav Myznikov | 3. Anastasia Manuylova  |
|                      |                     |                       |                         |
| 4. Dimitri Vogt      | 4. Margo Hayes      | 4. Brendan Mitchell   | 4. Patrycja Chudziak    |
| 5. Júki Hada         | 5. Joanne Brinkmann | 5. Ludovico Fossali   | 5. Amanda Wooten        |
| 6. Shinichiro Nomura | 6. Heloise Doumont  | 6. Michael Retoff     | 6. Mariia Musienko      |
| 7. Mark Brand        | 7. Julia Fiser      | 7. Tristan John Swart | 7. Grace McKeehan       |
| 8. William Bosi      | 8. Misato Nishikori | 8. Danil Zakirov      | 8. Jevgenija Lapšinová  |
|                      |                     |                       |                         |
| bez české účasti     |                     |                       |                         |
| 8 finalistů          | 8 finalistek        | 4/8 finalistů         | 4/8 finalistek          |
| 26 semifinalistů     | 26 semifinalistek   | 16 semifinalistů      | bez semifinále          |
| 45 chlapců           | 37 dívek            | 16 chlapců            | 12 dívek                |

### Výsledky chlapců a dívek v kategorii B
| obtížnost                        | obtížnost             | rychlost            | rychlost                |
| -------------------------------- | --------------------- | ------------------- | ----------------------- |
| chlapci                          | dívky                 | chlapci             | dívky                   |
| 1. Kai Lightner                  | 1. Janja Garnbret     | 1. Carlos Granja    | 1. Ekaterina Barashchuk |
| 2. Rudolph Ruana                 | 2. Asja Gollo         | 2. Petr Zemliakov   | 2. Sidney Trinidad      |
| 3. Minyoung Lee                  | 3. Viktoriia Meshkova | 3. Gian Luca Zodda  | 3. Jelena Krasovská     |
|                                  |                       |                     |                         |
| 4. Meichi Narasaki               | 4. Laura Stöckler     | 4. Aleksei Zbyrko   | 4. Jenna Wang           |
| 5. Mathias Posch                 | 5. Irina Varik        | 5. Paolo Martignene | 5. Elizaveta Ivanova    |
| 6. Arsène Duval                  | 6. Jelena Krasovská   | 6. Timur Yamaliev   | 6. Daria Odarich        |
| 7. Mizuki Tajima                 | 7. Natsuko Shimizu    | 7. Max Hammer       | 7. Elena Moss           |
| 8. Mikel Asier Linacisoro Molina | 8. Michelle Hulliger  | 8. Ilia Popov       | 8. Chen Zhuoying        |
|                                  |                       |                     |                         |
| 19. Vojtěch Vlk                  | —                     | —                   | —                       |
|                                  |                       |                     |                         |
| 8 finalistů                      | 8 finalistek          | 4/8 finalistů       | 4/8 finalistek          |
| 26 semifinalistů                 | 26 semifinalistek     | bez semifinále      | 16 semifinalistek       |
| 39 chlapců                       | 32 dívek              | 15 chlapců          | 18 dívek                |

### Čeští Mistři a medailisté
| Disciplína | Kategorie | Lezec/lezkyně | Zlato         | Stříbro | Bronz |
| ---------- | --------- | ------------- | ------------- | ------- | ----- |
| Rychlost   | Junioři   | Jan Kříž      | Zlatá medaile |         |       |

### Medaile podle zemí
| pořadí | stát        | Zlatá medaile | Stříbrná medaile | Bronzová medaile | celkem |
| ------ | ----------- | ------------- | ---------------- | ---------------- | ------ |
| 1.     | Rusko       | 4             | 4                | 4                | 12     |
| 2.     | Rakousko    | 2             | 2                | 2                | 6      |
| 3.     | USA         | 1             | 2                | 0                | 3      |
| 4.     | Ekvádor     | 1             | 1                | 0                | 2      |
| 5.     | Slovinsko   | 1             | 0                | 1                | 2      |
| 5.     | Švédsko     | 1             | 0                | 1                | 2      |
| 7.     | Česko       | 1             | 0                | 0                | 1      |
| 7.     | Japonsko    | 1             | 0                | 0                | 1      |
| 9.     | Itálie      | 0             | 1                | 2                | 3      |
| 10.    | Belgie      | 0             | 1                | 0                | 1      |
| 10.    | Švýcarsko   | 0             | 1                | 0                | 1      |
| 12.    | Francie     | 0             | 0                | 1                | 1      |
| 12.    | Jižní Korea | 0             | 0                | 1                | 1      |